# Przemysław Kasperkiewicz
Przemysław Kasperkiewicz (ur. 1 marca 1994 w Kaliszu) – polski kolarz szosowy i torowy.

## Kariera
Kasperkiewicz to wychowanek klubu KTK Kalisz, gdzie zaczynał przygodę z wyścigami szosowymi i torowymi. Już jako junior dał się poznać jako utalentowany zawodnik, na mistrzostwach Polski w kolarstwie torowym zdobywając medale w wyścigach juniorów - m.in. w madisonie i wyścigu punktowym.

### 2013
Pierwszy rok w kategorii orlika (do lat 23) Kasperkiewicz rozpoczął w czerwonej koszulce holenderskiego klubu WV De Jonge Renner, ścigając się w wyścigach na terenie Belgii i Holandii. Dobre wyniki notował w Polsce - przyjechał 4. w wyścigu Hellena Tour, wygrywając klasyfikację młodzieżową, na 6. miejscu ukończył prestiżowy wyścig młodzieżowy - Karpacki Wyścig Kurierów. Na mistrzostwach Polski w Sobótce wywalczył srebro w jeździe na czas mężczyzn do lat 23, złoto przegrywając o 14 sekund z Łukaszem Wiśniowskim.
Pod koniec sezonu podpisał pierwszy zawodowy kontrakt, na rok wiążąc się z czeskim zespołem Bauknecht-Author.

### 2014
Kasperkiewicz sezon rozpoczął spokojnie, startując w Czechach i Chorwacji. W barwach kadry narodowej brał udział trzech imprezach zaliczanych do młodzieżowego Pucharu Świata UCI. Ponownie wziął udział w Karpackim Wyścigu Kurierów, tym razem zajmując trzecie miejsce w klasyfikacji końcowej.
Na swoim koncie zapisał też wygrany etap młodzieżowego Wyścigu Pokoju, a także, ponownie, srebro w jeździe indywidualnej na czas orlików, złoto w dolnośląskiej Zawoni przegrywając z Szymonem Rekitą o mniej niż sekundę.
Kasperkiewicz zrezygnował ze startu w wyścigu orlików i w Sobótce wystartował w kategorii elity mężczyzn, 222-kilometrowy wyścig kończąc na czwartej pozycji.
W drugiej części sezonu startował w Tour de Pologne oraz Tour de l’Avenir, a sezon zakończył podpisaniem kontraktu z czeską ekipą AWT Greenway, młodzieżową filią zespołu UCI World Tour Etixx-Quick Step.

## Najważniejsze osiągnięcia
2012
- 1. miejsce w Górskich Mistrzostwach Polski Juniorów

2013
- 2. miejsce w mistrzostwach Polski (jazda indywidualna na czas orlików)

2014
- 1. miejsce na 1. etapie Wyścigu Pokoju U23
- 3. miejsce w Karpackim Wyścigu Kurierów
- 2. miejsce w mistrzostwach Polski (jazda indywidualna na czas orlików)
- 4. miejsce w mistrzostwach Polski (wyścig ze startu wspólnego elity)
- 5. miejsce w Tour Bohemia

2016
- 1. miejsce w klasyfikacji punktowej Paris-Arras Tour
- 3. miejsce w mistrzostwach Polski do lat 23 (jazda ind. na czas)
- 5. miejsce w Olympia’s Tour

2017
- 1. miejsce na 5. etapie Tour de Bretagne
- 1. miejsce na 8. etapie An Post Rás
  - 1. miejsce w klasyfikacji górskiej

2019
- 1. miejsce na 6. etapie Tour du Rwanda